# Outland (jeu vidéo)
Pour les articles homonymes, voir Outland.
Outland est un jeu vidéo édité par Ubisoft, et développé par Housemarque, commercialisé sur consoles Xbox 360 et PlayStation 3. Il est disponible depuis le 27 avril 2011, en téléchargement sur le Xbox Live Arcade et le PlayStation Network. Le 29 septembre 2014, le jeu a été porté sur PC Windows et le jeu est sorti le 22 décembre 2014 sur Mac OS.

## Scénario
Le joueur incarne un guerrier sans nom ni visage qui va vivre une grande aventure car il est hanté par d’étranges visions de deux entités contrôlant la lumière et l’ombre. Ces entités sont symbolisées par des couleurs différentes. Cet homme fait d'étranges rêves prédisant la fin du monde. Lors de sa rencontre avec un chaman, l'homme comprend qu'ils font référence à des divinités et plus particulièrement à deux sœurs ayant créé le monde. Mais ces sœurs désirent maintenant le détruire. Le héros décide alors de chercher des autels contenant d'illustres pouvoirs utilisés par un ancien héros qui avait vaincu les deux divinités, et les avait scellées pour pouvoir les battre à son tour.

## Système de jeu
Le jeu propose un mode « Histoire » jouable en solo ou en coopération en ligne, et un mode « Arcade » dont le but est de parcourir le jeu le plus rapidement possible afin d'accumuler un maximum de points. Il existe également un système de classement permettant de voir son niveau par rapport à d'autres joueurs.
Outland offre au joueur un gameplay rapide et fluide. Le personnage peut effectuer des sauts de toute sorte (notamment, sur les murs), et attaquer des ennemis à l'aide de son épée. Au fil de l'aventure, le joueur débloque divers pouvoirs tels que la charge, les glissades, un rayon ainsi que le pouvoir de changer de côté (ombre ou lumière). L'existence de deux mondes différents propose un gameplay basé sur ces deux mondes, car lorsque le joueur est dans le monde des ténèbres, symbolisé par le rouge, tous les éléments de la même couleur n’auront aucun effet sur le protagoniste, et son aura fera office de barrière. Tandis que pour tuer un ennemi, il faut être dans l'autre monde, c'est-à-dire que si c'est un monstre des ténèbres, le joueur devra aller dans le monde de la lumière, et vice-versa.

## Accueil
Le jeu est généralement bien accueilli par l'ensemble de la presse spécialisée. De plus, il est applaudi pour sa réalisation poétique et son côté narratif. Il a également droit à une excellente bande-son réalisée par le compositeur Ari Pulkkinen, connu pour son travail sur Trine.
Tom Mc Shea de GameSpot attribue au jeu un 9 sur 10, félicitant entre autres les graphismes et la musique.  Outland est récompensé dans la catégorie « Meilleur jeu PSN de 2011 » par IGN et dans la catégorie « Meilleur jeu téléchargeable sur console en 2011 » par GameSpot.